# Knežci
Knežci (1991-ig Knešci) falu Horvátországban, Pozsega-Szlavónia megyében. Közigazgatásilag Pleterniceszentmiklóshoz tartozik.

## Fekvése
Pozsegától légvonalban 17, közúton 26 km-re keletre, községközpontjától légvonalban 9, közúton 11 km-re északkeletre, a Pozsegai-medencében, Zarilac, Ciglenik, Mali Bilač és Tulnik között, a Kutjevačka-patak partján fekszik.

## Története
A régészeti leletek tanúsága szerint területe már ősidők óta lakott volt. Déli határában a Longya-folyó völgye feletti magaslaton fekvő „Tulničica” lelőhelyen a neolitikumi starčevo-kultúra településének maradványait találták. A „Starnik” nevű lelőhelyen ókori leletek is előkerültek. Egy délkelet-északnyugati irányú római út maradványaira (sóder, kőzúzalék és nagyobb kövek) is bukkantak a „Tulničica-Krčevine” lelőhelyen. A település középkori létezéséről nincs biztos adatunk. 1444-ben egy megyei szolgabíró nevében tűnik fel egy „Knesewcz” nevű birtok. Mátyás király az 1471. évi harmadik dekrétumában említ egy Pozsega megyei „Knesyewcz” nevű castellumot, melynek hűtlenség címén lerombolását rendeli el és amely akár meg is felelhet a mai Knežcinek.
A környező településekhez hasonlóan 1537 körül foglalta el a török, melynek uralma 150 évig tartott. A török uralom idején muzulmán hitre tért horvátok lakták. A török kiűzése során muzulmán lakosság Boszniába távozott. Helyükre 1697 körül Boszniából katolikus horvátok érkeztek. 1698-ban „Knesczi” néven 3 portával szerepel a török uralom alól felszabadított szlavóniai települések összeírásában. 1702-ben 14, 1730-ban 19, 1760-ban 18 ház állt a településen.
Az első katonai felmérés térképén „Dorf Knexcze” néven található. Lipszky János 1808-ban Budán kiadott repertóriumában „Knesczy” néven szerepel. Nagy Lajos 1829-ben kiadott művében „Knesczi” néven 11 házzal, 97 katolikus vallású lakossal találjuk.
A településnek 1857-ben 98, 1910-ben 146 lakosa volt. 1910-ben a népszámlálás adatai szerint lakosságának 87%-a horvát, 8%-a cseh, 5%-a magyar anyanyelvű volt. Pozsega vármegye Pozsegai járásának része volt. Az első világháború után 1918-ban az új szerb-horvát-szlovén állam, majd később (1929-ben) Jugoszlávia része lett. 1991-ben lakosságának 94%-a horvát nemzetiségű volt. A településnek 2011-ben 61 lakosa volt, akik főként a mezőgazdaságból éltek. A faluban tűzoltószerház van.

## Lakossága
| Lakosság változása | Lakosság változása | Lakosság változása | Lakosság változása | Lakosság változása | Lakosság változása | Lakosság változása | Lakosság változása | Lakosság változása | Lakosság változása | Lakosság változása | Lakosság változása | Lakosság változása | Lakosság változása | Lakosság változása | Lakosság változása |
| ------------------ | ------------------ | ------------------ | ------------------ | ------------------ | ------------------ | ------------------ | ------------------ | ------------------ | ------------------ | ------------------ | ------------------ | ------------------ | ------------------ | ------------------ | ------------------ |
| 1857               | 1869               | 1880               | 1890               | 1900               | 1910               | 1921               | 1931               | 1948               | 1953               | 1961               | 1971               | 1981               | 1991               | 2001               | 2011               |
| 98                 | 98                 | 86                 | 110                | 135                | 146                | 147                | 182                | 171                | 169                | 166                | 131                | 113                | 93                 | 78                 | 61                 |